# Stanisław Wartalski
Stanisław Wartalski (ur. 1880 w Krakowie, zm. 28 lipca 1932 w Warszawie) – polski ekonomista i działacz gospodarczy, dyrektor Izby Przemysłowo-Handlowej w Warszawie, poseł na Sejm I i III kadencji w II RP z ramienia Związku Ludowo-Narodowego oraz Bezpartyjnego Bloku Współpracy z Rządem.

## Życiorys
Ukończył studia na wydziale prawno-ekonomicznym Uniwersytetu Wiedeńskiego. W czasie I wojny światowej pracował w instytucjach pomagających polskim inwalidom wojennym w Rosji. Brał też udział w tworzeniu Wojska Polskiego na Wschodzie. Podczas wojny polsko-bolszewickiej zgłosił się na ochotnika do 14. Pułku Ułanów Jazłowieckich i uzyskał stopień wojskowy wachmistrza.
W 1919 roku został prezesem Stowarzyszenia Kupców Polskich. Uzyskał mandat posła I kadencji Sejmu Rzeczypospolitej Polskiej, podczas której był członkiem klubu Związku Ludowo-Narodowego. Jako delegat handlowy brał udział w konferencjach ekonomicznej w Genui i Genewie, w pracach dotyczących umowy handlowej z Niemcami oraz w licznych misjach handlowych do krajów europejskich. Był inicjatorem powstania i pierwszym prezesem Rady Naczelnej zrzeszeń Kupiectwa Polskiego. Od 1928 roku był dyrektorem Izby Przemysłowo-Handlowej w Warszawie. Redaktor naczelny „Rocznika Polskiego Przemysłu i Handlu”. W 1930 roku został ponownie posłem z list Bezpartyjnego Bloku Współpracy z Rządem.
Zmarł po krótkiej, lecz ciężkiej chorobie w 1932 roku. Został pochowany na cmentarzu Powązkowskim w Warszawie (kwatera 198-1-17).

## Ordery i odznaczenia
- Krzyż Oficerski Orderu Odrodzenia Polski (27 listopada 1929)[4]
- Order Palm Akademickich (Francja)[5]